# 愛の狩人 (曲)
『愛の狩人』（あいのかりうど）は、1976年（昭和51年）2月5日に平田満がリリースした、ソロデビューシングルである。

## 略歴・概要
俳優の平田満と同姓同名の別人、歌手平田満のヒット曲。累計シングル売り上げ10.1万枚。
楽曲的には「東北弁ラップの先駆である」とされるが、実際は北海道方言である。アフロヘアにツイード上下のイタリアンスタイルで登場し、渡辺宙明節にも似たファンクなディスコサウンドをバックに東北弁（北海道方言）で語り、サビでは正調の民謡を歌い上げる。ひとりの主人公が複数のシチュエーションでくりひろげる艶笑ショートコント集のような構成は、1950年代後半から1970年代前半に流行した映画のスタイル「イタリア式コメディ」がベースになっている。2枚目のシングル『東村山音頭』（B面『ビューティフル・サンデー』）を挟んだ3枚目、『もしもお許し願えれば女について話しましょう』がエットーレ・スコラ監督の映画『もしお許し願えれば女について話しましょう』（1964年）のタイトルの引用であることから、平田満へのイタリア映画の影響の度合いがうかがえる。
作曲の「金野孝」は、札幌出身（生地は旧満州）の作曲家浜圭介の本名である。作詞の本野丈弾の正体は不明である。
『愛の狩人』のタイトルは、ダスティン・ホフマン主演による映画『卒業』（1967年）で知られる、マイク・ニコルズ監督の1971年の作品『愛の狩人』からの明らかな引用である。また、本作『愛の狩人』のジャケット写真の別テイクが『もしもお許し願えれば女について話しましょう』に流用された。『東村山音頭』のジャケットはイラストである。
B面の楽曲『札幌 - 長崎 おんな達』のタイトルは、テレビドラマ『Gメン'75』の第27話『東京 - 札幌 刑事の道』（監督鷹森立一、1975年11月22日放映）の引用である。平田のソロデビューの前年、1975年（昭和50年）に、平田の率いたバンド「原みつるとシャネル・ファイブ」がリリースしたライヴアルバム『シャネル・ファイブ・イン・サッポロ』を収録した札幌のクラブ「フレンチカンカン」（同市中央区南4条西3丁目、現存せず）は、同テレビドラマの同話のロケ舞台となり、同クラブが劇中に実名で登場した。
CD化は、同シングルの楽曲が収録されたアルバム『愛の狩人』（「平田満＋シャネル・ファイブ」名義、1976年）がまずCD化されておらず、表題曲『愛の狩人』のみが、かつてコロムビアファミリークラブのCD-BOX『ゴールデン歌謡大全集』に収録されたが、現在は同ボックスはカセットテープのみである。

## 収録曲
1. 愛の狩人
  - 作詞本野丈弾 / 作曲金野孝 / 編曲土持城夫
  - 音楽出版社 日音
2. 札幌 - 長崎 おんな達
  - 作詞本野丈弾 / 作曲金野孝 / 編曲土持城夫
  - 音楽出版社 日音

## 註
1. ↑  コロムビア公式サイト内の「ゴールデン歌謡大全集」の項の記述を参照。